# Ligne M10 du métro d'Istanbul
La ligne M10 du métro d'Istanbul est un projet de construction en cours de réalisation d'une ligne du réseau métropolitain dans la partie asiatique d'Istanbul en Turquie. Doublant la ligne M4 entre les stations Sabiha Gökçen Havalimanı qui dessert l'aéroport international Sabiha-Gökçen et Fevzi Çakmak-Hastane, la voie nouvelle est en cours de réalisation entre cette dernière station et celle de Pendik Merkez en correspondance avec la station Pendik du Marmaray. Elle devrait également être prolongée au-delà de l'aéroport vers Kurtköy YHT/ViaPort, futur pôle de liaison entre plusieurs lignes de métro, les lignes M4, M5, M10 et M34. L'inauguration de la section nouvelle entre Penkik et  Fevzi Çakmak-Hastane est prévue pour 2025.

## Historique

### Chronologie
- horizon 2025 : Pendik Merkez - Sabiha Gökçen Havalimanı
- après 2025 : Sabiha Gökçen Havalimanı - Kurtköy YHT/ViaPort

## Caractéristiques

### Stations en construction et correspondances
|  |   |  |  | Station                           | Coordonnées                  | Correspondances   |
|  | - |  |  | --------------------------------- | ---------------------------- | ----------------- |
|  | O |  |  | Pendik Merkez (en construction)   | 40° 52′ 51″ N, 29° 14′ 00″ E |                   |
|  | o |  |  | Kaynarca Merkez (en construction) | 40° 52′ 44″ N, 29° 15′ 38″ E | (en construction) |
|  | o |  |  | Fevzi Çakmak-Hastane              | 40° 53′ 19″ N, 29° 15′ 50″ E | (M4)              |
|  | o |  |  | Yayalar-Şeyhli                    | 40° 54′ 14″ N, 29° 16′ 35″ E | (M4)              |
|  | o |  |  | Kurtköy                           | 40° 54′ 34″ N, 29° 17′ 54″ E | (M4)              |
|  | O |  |  | Sabiha Gökçen Havalimanı          | 40° 54′ 21″ N, 29° 18′ 41″ E | (M4)              |

## Projet
Ultérieurement à 2025, un prolongement de la ligne au-delà de l'aéroport est prévu avec les stations suivantes :
|  |   |  |  | Station                         | Coordonnées                  | Correspondances |
|  | - |  |  | ------------------------------- | ---------------------------- | --------------- |
|  | O |  |  | Sabiha Gökçen Havalimanı        | 40° 54′ 21″ N, 29° 18′ 41″ E | (M4)            |
|  | o |  |  | Teknopark (en projet)           | 40° 55′ 12″ N, 29° 18′ 46″ E | (en projet)     |
|  | o |  |  | Yenişehir (en projet)           | 40° 55′ 33″ N, 29° 18′ 38″ E | (en projet)     |
|  | O |  |  | Kurtköy YHT/ViaPort (en projet) | 40° 56′ 26″ N, 29° 19′ 03″ E | (en projet)     |